# Chavín de Huantar
Chavín de Huántar là một địa điểm khảo cổ ở Peru chứa các tàn tích và cổ vật được xây dựng bắt đầu ít nhất là năm 1200 Trước Công nguyên (TCN) và bị chiếm giữ bởi các nền văn hóa sau đó cho đến khoảng năm 400–500 TCN thì bị chiếm đóng bởi Chavín, nền văn minh tiền Inca chính. Địa điểm này nằm ở vùng Ancash, cách 250 kilômét (160 mi) về phía bắc của Lima, ở khu vực có độ cao 3.180 mét (10.430 ft), phía đông của dãy Cordillera Blanca tại điểm đầu của thung lũng Conchucos. Chavín de Huántar đã được UNESCO công nhận là Di sản thế giới từ năm 1985. Một số di vật khai quật từ địa điểm khảo cổ này được trưng bày trong Bảo tàng Quốc gia Peru ở Lima và Bảo tàng Quốc gia Chavín ở Chavín.
Chiếm đóng tại Chavín de Huántar có niên đại ít nhất từ năm 3000 TCN, với vai trò là một trung tâm nghi lễ diễn ra vào cuối thiên niên kỷ thứ hai đến giữa thiên niên kỷ thứ nhất trước Công nguyên. Mặc dù dân số khá lớn dựa trên nền kinh tế nông nghiệp, nhưng vị trí của thành phố tại đầu nguồn của sông Marañón, giữa bờ biển và rừng rậm, khiến nó trở thành một địa điểm lý tưởng để phổ biến và thu thập cả ý tưởng lẫn hàng hóa vật chất. Địa điểm khảo cổ này là một trung tâm nghi lễ lớn tiết lộ rất nhiều về văn hóa Chavín. Chavín de Huántar là nơi tụ tập của người dân trong vùng để đến với nhau và thờ phượng. Việc chuyển đổi trung tâm thành một di tích thống trị thung lũng như là một hiệu ứng phức hợp; nó trở thành một nơi quan trọng của khu vực. Mọi người đã đến Chavín de Huántar như một trung tâm để tham dự và tham gia các nghi lễ, tham khảo một lời sấm truyền, hoặc tham gia vào một giáo phái.
Các phát hiện tại Chavín de Huántar chỉ ra rằng sự bất ổn xã hội và biến động bắt đầu xảy ra trong khoảng từ 500 đến 300 TCN, cùng lúc với khoảng thời gian mà nền văn minh Chavín bắt đầu suy tàn. Các địa điểm nghi lễ lớn đã bị bỏ hoang, một số địa điểm chưa hoàn thành và được thay thế bởi các ngôi làng và đất nông nghiệp. Tại Chavín de Huántar, không muộn hơn năm 500 TCN,  một ngôi làng nhỏ đã thay thế Quảng trường Vòng tròn. Quảng trường đã bị chiếm đóng bởi một loạt các nhóm văn hóa, người dân đã lấy đá xây dựng và đá chạm khắc để sử dụng xây các bức tường nhà. Nhiều tầng chiếm đóng cho thấy ngôi làng đã liên tục bị chiếm đóng trong những năm 1940.